# بل ۲۱۴
بل ۲۱۴ (به انگلیسی: Bell 214) یک بالگرد چندمنظوره سایز متوسط با پروانهٔ دوپره از خانواده یواچ-۱ ایروکوای است که بر اساس بدنه پروازی بالگرد بل ۲۰۵ و با استفاده از یک موتور پرقدرت‌تر ساخته شده و نخستین پیش‌نمونه آن در سال ۱۹۷۰ میلادی به پرواز در آمد.
در مدل اولیه این بال‌گرد که با نام «مدل ۲۱۴ HueyPlus» معرفی شده‌بود موتور استاندارد ۱۴۰۰ اسب بخاری T-53-L13 با یک موتور ۱۹۰۰ اسب بخاری لیکومینگ T53-L-702 جایگزین شده، بدنه پروازی تقویت شده و پروانه اصلی و پروانه دم آن از «مدل ۳۰۹ کینگ‌کبرا» دیگر مدل تازه خانواده یواچ-۱ اقتباس شده‌بود. این تغییرات باعث شده‌ بود تا بل-۲۱۴ قدرت بارگیری بیشتر، سرعت بهتر و صدای کمتری داشته باشد. در مدل بل-۲۱۴آ حداکثر سرعت، ۲۶۰ کیلومتر بر ساعت می‌باشد.

## تاریخچه
پیشرفت طرح بل-۲۱۴ از سال ۱۹۷۲ با سفارش دولت وقت ایران سرعت گرفت. در این سال ایران که به دنبال یک بالگرد مناسب برای شرایط اقلیمی و جغرافیایی مرتفع و گرم بود یک فروند بل-۲۱۴ را دریافت کرد و بعد از طی مراحل بررسی قرار شد صدها فروند از این بالگرد به همراه دویست فروند از بالگرد تهاجمی هم‌خانواده ای‌اچ-۱ کبرا برای ارتش شاهنشاهی ایران ساخته شوند. در سال ۱۹۷۲ قراردادی ۵۰۰ میلیون دلاری برای ۲۸۷ فروند از این بالگرد به امضا رسید. سفارش ایران به قدری بزرگ بود که یک شعبه جدید برای تولید مدل سفارشی ایران تأسیس شد. شرکت بل همچنین کارخانه‌ای را در اصفهان تأسیس کرد تا حدود ۴۰۰ فروند از این بالگرد و مدل بزرگتر و دوموتوره آن بل-۲۱۴ اس‌تی (۵۰ فروند بل-۲۱۴-آ و ۳۵۰ فروند بل-۲۱۴-اس‌تی) در آن ساخته شوند.
از سال ۱۹۷۲ کار بر روی طراحی یک مدل مطابق با نیازهای ایران آغاز شد. در این مدل که بل-۲۱۴ آ نام داشت یک موتور بازهم پرقدرت‌تر نصب شده‌بود. بل-۲۱۴ با موتور لیکومینگ ال‌تی‌سی۴بی-۸ (۲۹۳۰ اسب بخار) و پروانه ارتقایافتهٔ خود توانایی حمل میزان بار بیشتر و عملکرد بهتری در آب‌هوای گرم و ارتفاعات بالا داشت. هوای گرم و ارتفاع بالا از سطح دریا دشوارترین شرایط اقلیمی برای پرواز بالگردهاست و این وضعیت جغرافیایی در ایران زیاد دیده می‌شود. اولین مدل بل-۲۱۴آ در سال ۱۹۷۴ به پرواز درآمد. اولین فروند از مدل تولیدی بل-۲۱۴ در ۲۶ آوریل ۱۹۷۵ در اختیار ارتش ایران قرار گرفت و سه روز بعد سرلشکر منوچهر خسروداد، فرماندهٔ هوانیروز ایران، و کلم ای بیلی خلبان آزمایش‌گر ارشد شرکت بل پنج رکورد جدید را با آن به ثبت رساندند. بالگرد آن‌ها در ۱ دقیقه و ۵۸ ثانیه به ارتفاع ۳ هزار متری رسید، پس از ۵ دقیقه و ۱۳ ثانیه در ارتفاع ۶ هزار متر از سطح دریا قرار گرفت، در ۱۵ دقیقه و ۵ ثانیه از ۹ هزار متر عبور کرد، ۳۰ ثانیه در ارتفاع ۹۰۱۰ متری دوام آورد و بیشترین ارتفاعی که توانست لمس کند ۹۰۷۰ متر بود. مدل بعدی تولیدی بل-۲۱۴ برای ایران یک مدل مخصوص برای عملیات جستجو و نجات با نام بل-۲۱۴ سی بود. در مجموع ۲۹۳ فروند از مدل بل-۲۱۴آ و ۳۹ فروند از مدل بل-۲۱۴سی تا هنگام انقلاب اسلامی به ایران تحویل داده شده.
شرکت بل اقدام به تولید یک مدل غیرنظامی با نام بل-۲۱۴بی نیز کرد. هرچند این مدل چندان موفق نبود و فقط حدود ۷۰ فروند از آن ساخته شد. بالگردهای بل-۲۱۴بی در کشورهای امارات متحده عربی، ایالات متحده آمریکا، استرالیا، کانادا، نروژ و سنگاپور فعال هستند.

## کاربران

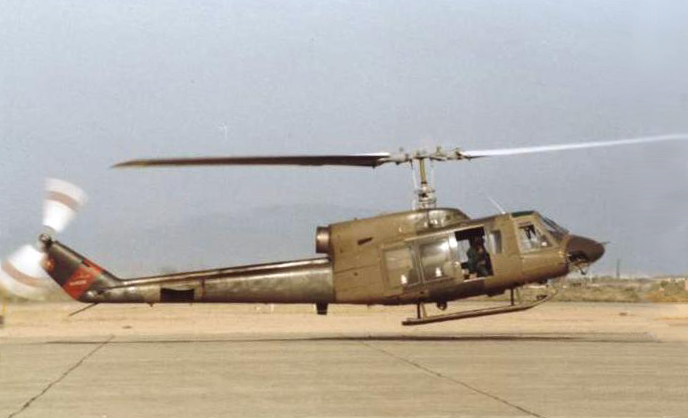
بل ۲۱۴ در عمان، سال ۱۹۸۲

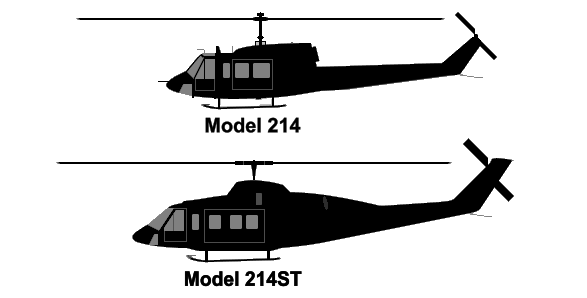
نیمرخ کناری بل ۲۱۴ و بل ۲۱۴ اس‌تی

### کاربران فعلی
ایران
- نیروی هوایی ارتش جمهوری اسلامی ایران
- هوانیروز ارتش جمهوری اسلامی ایران[۱]

 استرالیا
- آتش‌نشانی

### کاربران سابق
اکوادور
- نیروی زمینی اکوادور[۲]

 عمان
- نیروی هوایی پادشاهی عمان[۳]

 امارات متحده عربی
- نیروی هوایی امارات متحده عربی[۴]

 اندونزی

## ویژگی‌های فنی
داده‌ها از The International Directory of Civil Aircraft
ویژگی‌های عمومی
- خدمه: ۲
- ظرفیت: ۳٬۸۸۰ پوند (۱٬۷۶۰ کیلوگرم), شامل ۱۴ سرباز یا ۶ برانکارد
- طول: ۴۸ فوت ۰ اینچ (۱۴٫۶۳ متر)
- ارتفاع: ۱۲ فوت ۱۰ اینچ (۳٫۹۱ متر)
- وزن خالی: ۷٬۵۸۸ پوند (۳٬۴۴۲ کیلوگرم)
- وزن ناخالص: ۱۳٬۸۰۰ پوند (۶٬۲۶۰ کیلوگرم)
- بیشترین وزن برخاست: ۱۵٬۰۰۰ پوند (۶٬۸۰۴ کیلوگرم) with slung load
- پیشرانه: ۱ عدد موتور توربوشفت Lycoming LTC4B-8D, ۲٬۹۳۰ اسب بخار کوتاه (۲٬۱۸۰ کیلووات)
- قطر روتور اصلی:  ۵۰ فوت (۱۵ متر)
- مساحت روتور اصلی: ۱٬۹۶۳٫۷۵ فوت مربع (۱۸۲٫۴۳۸ متر مربع) * Blade section: - Wortmann FX 69-H-098[۶]

عملکرد
- سرعت کروز: ۱۴۰ گره (۱۶۰ مایل بر ساعت، ۲۶۰ کیلومتر بر ساعت)
- بُرد: ۲۲۲ مایل دریایی (۲۵۵ مایل، ۴۱۱ کیلومتر) at ۱۶٬۴۰۰ فوت (۴٬۹۹۹ متر) density altitude
- حداکثر ارتفاع: ۱۶٬۴۰۰ فوت (۵٬۰۰۰ متر)